# Yang Nan
Yang Nan (chiń. upr. 楊楠; pinyin Yáng Nán; ur. 1997) – chińska zapaśniczka walcząca w stylu wolnym. Druga w Pucharze Świata w 2018 roku.